# Панюшкин, Александр Семёнович
Алекса́ндр Семёнович Па́нюшкин (2 августа 1905, Самара — 12 ноября 1974, Москва) — советский государственный и партийный деятель, дипломат. Руководитель советской внешней разведки в 1954—1955 годах, генерал-майор (31 мая 1954).
Кандидат в члены ЦК КПСС (1952—1961), член ЦРК КПСС (1941—1952, 1961—1971).
Чрезвычайный и полномочный посол (16 февраля 1943).

## Биография
Родился в семье рабочего. Русский. Учился в церковно-приходской, а после революции — в средней школе.

### 1920-е годы
В 1920 году ушёл добровольцем в РККА.
- С мая 1920 года — курьер амбулатории Заволжского окружного Военно-санитарного управления в Самаре.
- В январе 1921 года направлен учиться на 18-е кавалерийские курсы в Самаре, однако заболел малярией и из-за этого в декабре 1921 года был демобилизован из армии.
- С января 1922 года — санитар эвакопункта.
- С июня по ноябрь 1922 года — трубач 4-го отдельного дивизиона ГПУ в Самаре.
- С декабря 1922 года — ремонтный рабочий 2-го участка службы пути Самаро-Златоустовской железной дороги.
- В октябре 1924 года по путёвке губкома ВКП(б) поступил в Борисоглебско-Ленинградскую кавалерийскую школу РККА.
- Во время учёбы в июне 1927 года вступил в ВКП(б).
- По окончании школы в сентябре 1927 года был направлен на службу в пограничные войска ОГПУ на Дальний Восток. Служил в 59-м Приморском погранотряде. С октября 1927 года — помощником начальника заставы.

### 1930-е годы
С ноября 1930 года — адъютант, инструктор боевой подготовки, с марта 1932 по апрель 1933 года — командир сабельного дивизиона маневренной группы. Затем был переведён в 58-й Гродековский погранотряд: с июня 1933 года — командир сабельного дивизиона, с сентября 1934 года — комендант Барабаш-Левадовского погранучастка.
Окончил Специальный факультет Военной академии РККА имени М. В. Фрунзе, где учился с мая 1935 по август 1938 года, по окончании которого был направлен на работу в органы НКВД СССР. Первое воинское звание — капитан, присвоено 14 марта 1936 года.
С августа 1938 года — помощник начальника отделения 5-го отдела ГУГБ НКВД, с октября 1938 года — исполняющий обязанности начальника, а с 23 декабря 1938 года — начальник 3-го специального отдела НКВД СССР. Принимал участие в аресте Н. И. Ежова.
С 10 июля 1939 года был направлен в Китай уполномоченным СНК СССР по реализации торгового соглашения. В том же месяце он назначается полпредом СССР в Китае, одновременно являясь главным резидентом в этой стране, под началом которого действовало до 12 резидентур.
В этот период советской разведкой был завербован сотрудник Генштаба китайской армии, который содействовал приобретению ценных источников в китайской разведке, ЦИК Гоминьдана и других объектах проникновения. Смог установить доверительные отношения с рядом лиц из окружения Чан Кайши, выступавших за укрепление дружбы с СССР и продолжение сопротивления японской агрессии. При его непосредственном участии удалось разработать и осуществить план обороны г. Чанша, нанести японцам серьёзное поражение.
Главный резидент полно и своевременно информировал Центр об основных проблемах внешней и внутренней политики Китая, о позиции Чан Кайши и его окружения в отношений СССР, Японии, США, Великобритании, Франции и, соответственно, о деятельности представителей этих стран в Китае; о борьбе между КПК и Гоминьданом, а также внутри самого Гоминьдана.
За год с небольшим до начала Великой Отечественной войны резидентура направила в Москву сообщение о подготовке Германией нападения на СССР.

### 1940-е годы
В мае 1941 года в Центр поступил оперативный план германского Верховного командования о главных направлениях продвижения немецких войск в войне против СССР, полученный агентурным путём у германского военного атташе. Была успешно выполнена и главная задача советской разведки в Китае — не просмотреть возможное нападение Японии на Советский Союз.
После возвращения из Китая 5 сентября 1944 года А. С. Панюшкина переводят на работу в аппарат ЦК ВКП(б) на должность 1-го заместителя заведующего отделом международной информации ЦК ВКП(б).
С 30 мая 1947 года — главный секретарь КИ при СМ СССР. С 25 октября 1947 года — чрезвычайный и полномочный посол СССР в США и одновременно главный резидент советской разведки. В 1948—1953 годах являлся также представителем СССР в Дальневосточной комиссии.

### 1950-е годы
С июня 1952 года А. С. Панюшкин — чрезвычайный и полномочный посол СССР в КНР. В мае-июле 1953 года находился в резерве МИД СССР.
После прихода к власти Н. С. Хрущёва возвращается в органы госбезопасности. С 17 июля 1953 года — член Коллегии МВД и одновременно с 18 июля — начальник ВГУ МВД. С 13 марта 1954 года — член коллегии КГБ при СМ СССР и одновременно с 17 марта — начальник ПГУ КГБ при СМ СССР.
23 июня 1955 года был освобождён от должностей в КГБ и назначен председателем Комиссии ЦК КПСС по выездам за границу. С июля 1959 года — заведующий отделом кадров дипломатических и внешнеторговых органов ЦК КПСС,

### 1960-е и 1970-е годы

Могила Панюшкина на Новодевичьем кладбище Москвы.

С 20 декабря 1962 года — заведующий отделом кадров дипломатических и внешнеэкономических органов ЦК КПСС. С 12 мая 1965 по 14 марта 1973 года — заведующий отделом загранкадров ЦК КПСС.
С апреля 1973 года — на пенсии.
Похоронен на Новодевичьем кладбище (3-й участок, 17-й ряд).

## Награды
- Три ордена Ленина[2]
- Три ордена Красного Знамени
- Орден Октябрьской Революции
- Орден Красной Звезды
- 9 медалей
- Нагрудный знак «Почётный работник ВЧК—ГПУ (XV)» (30 апреля 1939)